# 五島崩れ

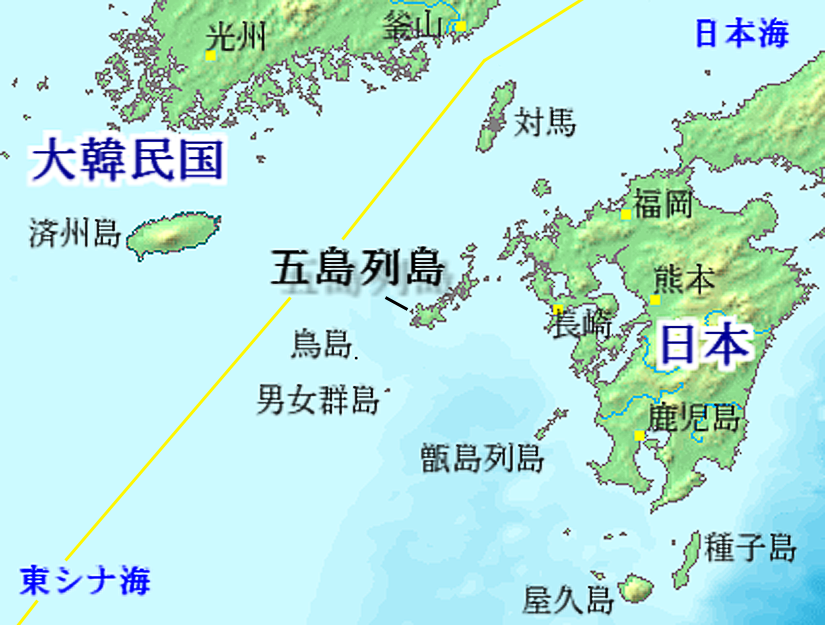
五島列島の位置

五島崩れ（ごとうくずれ）は、明治時代に五島（長崎県の五島列島）で隠れキリシタン（潜伏キリシタン）が摘発された事件。

## 五島のキリシタン
永禄5年（1562年）、キリシタンの日本人医師ディエゴが五島の領主・宇久純定の病気の治療をした後、同9年（1566年）来島したルイス・デ・アルメイダと日本人ロレンソ修道士によって多くの島民が洗礼を受けた。天正4年（1576年）に宇久純尭が領主となったころには福江、奥浦、六方にも教会が建てられ五島の信者数は2000人ほどに増加した。
しかし、天正7年（1579年）に領主となった五島純玄はキリシタンを弾圧した。21代領主（初代五島藩主）となった五島玄雅はキリシタンを再興したが、徳川家康による禁教令に従って棄教。弾圧は強められ、1790年代の初めには五島にいたキリシタンはほぼ壊滅した。
寛政9年（1797年）、領主五島盛運が、人口が減少した五島への領民移住を大村藩藩主・大村純尹に依頼した。これを受けて、同年11月28日（西暦1798年1月14日）、大村藩外海地方（黒崎村や三重村など。現・西彼杵半島）のキリシタン農民たち108人が、大村藩家老・片山波江の指揮で移住した。福江島六方に上陸した彼らは、平蔵（ひらぞう、福江市奥浦町）、黒蔵（くろぞう、福江市大浜町）、楠原（くすはら、岐宿町）などに居着き、その後も3000人余りが宇久島を除く五島列島の島々に居住した。大村のキリシタンたちが多数移住したのは、五島ではキリシタンの取り締まりが大村ほど厳しくなかったことと、藩の産児制限政策を嫌ったことが原因といわれている。
という「五島キリシタン唄」が歌われたのはこのころであったが、やがてこの歌は
と続くことになった。五島には従来の島民たちが耕作に適した土地にすでに居住しており、農業に適さない山間の僻地や、漁をするにも不便な辺鄙な入り江、離れ小島など、貧しい土地に住むしかなかったためだった。先住者たちから居付（いつき）農民・入百姓と呼ばれた彼らは、隠れキリシタン（潜伏キリシタン）としてキリスト教の信仰を続けていった。
慶応元年（1865年）、大浦天主堂のベルナール・プティジャン神父に浦上の潜伏キリシタンが信仰を告白した。これを契機に長崎の潜伏キリシタンたちが信仰を明らかにしていった。五島でも若松村桐の浦のガスパル与作が大浦天主堂を訪れて神父に1000人以上のキリシタンがいることを告げた。慶応3年（1867年）、伝道士として五島に戻った与作がキリスト教司祭の渡来を知らせたことで各地の代表者が長崎に渡り、さらに鯛の浦のドミンゴ松次郎を中心に五島のキリシタンの復活が進められた。

## 摘発
江戸幕府と同様キリスト教を禁止した明治政府が、五榜の掲示により切支丹宗門禁制を布告。浦上のキリシタンの摘発（浦上四番崩れ）が始まった。五島列島でも明治元年（1868年）から
- 下五島 - 奥浦、岐宿（きしく）、楠原、水の浦、姫島、三井楽、繁敷（しげじき）、葛島（かずらじま）
- 上五島 - 有福島、桐の浦、宿の浦、鯛ノ浦、冷水（ひやみず）、青砂ガ浦（あおさがうら）、茂久里（もぐり）、曾根、江袋、仲知（ちゅうち）、野首、瀬戸脇

の各地で禁教の信者に対する摘発が行なわれた。このキリシタンへの処置方は、明治元年12月3日（西暦1869年1月15日）付で明治政府から長崎府と五島藩に通達されている。

### 投獄
明治元年9月29日（1868年11月12日）に久賀島ではキリシタン約200人が松ヶ浦の大開（おおびらき）の牢屋に入れられ、石抱や水責めなどの拷問を受けた。キリシタンたちが収監されたのは、わずか6坪ほどの狭い牢で、死亡者42名（うち、出牢後の死亡者は3名）を出した。
窮屈な牢屋の中は、土間のままで厚い板で中央を区切り男牢と女牢とに区分けされた。押し込められた200人は立錐の余地もなく、せり上がって足が床に着かず、身動きできないまま死んでいき、放置された死体は腐乱してウジが湧いた。牢に入れて3日後には、牢の中央に1本の丸太を入れて片側の人をできるだけ壁に寄せて立たせ、片方の土間に交代で座らせて少しずつ休ませるようになった。与えられた食べ物は朝夕にサツマイモを一切れずつで、ひもじさに泣き狂う子供に顔をかきむしられて血まみれになった母親もいた。体力の無い老人や子供から死んでいき、最初に死んだのは79歳の助市だった。5歳の政五郎は水を求めて「アップ（水）、アップ」と言いながら渇き死にした。
牢屋の窄殉教記念教会にある碑には、
- 「十三歳のドミニカたせはウジに腹部を食い破られて死亡した」
- 「十歳のマリアたきは熱病に冒されて髪の毛は落ち、それでも『パライゾ、パライゾ、わたしはパライゾ（天国）に行きます』といって息を引き取った」
- 「その妹マリアさもは七歳の幼女であったが、『イエズス様の五つのおん傷に祈ります』と言い残して亡くなった」

など、殉教した者たちの様子が書かれている。役人は信徒たちに拷問を加えて改宗を迫り、仏僧たちは鈴を鳴らして、経を唱えながら牢の周囲を回った。
ある晩、捕えられなかった信徒2、3人が伝馬船で牢屋に近づき、マリアのメダイを牢屋に投げ込んだ。メダイを受け取ったキリシタンたちは「我等にサンタ・マリアのご加護あり」と歓喜したという。
ペトロ中村友吉は、父母とともに牢に入れられ、母はそこで他の信徒たちに踏みつぶされて亡くなった。葬ってよいと許可が出たが、家は荒らされ、鍬も農具も盗まれて掘る道具が無かったため、手で穴を掘って母の亡骸を埋葬した。改葬の時、掘り返してみると、地下70センチの所に2本の骨が残っていたので。それを牢屋の窄へ納めた。
プティジャン神父は、この久賀島での弾圧について1868年（明治元年）12月15日付書簡でパリの神学校長ルッセイ神父に報告している。

### その他の地域の摘発
岐宿では帳方・水浦久三郎の家が、楠原では帳方・狩浦喜代助の家が、岳（三井楽）では山下善三郎の家が、鯛の浦では滝下清造の家が、奥浦では浦頭の中尾喜助の家が仮牢とされ、そこに信者たちが入れられた。富江の山の田の信者たちは、牛馬や家財道具を没収されて山中に追われ、拷問も受けた。宿の浦の信徒たちは若松牢に入れられて拷問を受けた。福見（奈良尾町）の9家族50人は逃亡生活の後、故郷に帰った時には、家は壊され、家財道具は奪い去られていた。
野首、瀬戸脇では1869年（明治2年）10月6日、野首八戸、瀬戸脇七戸のキリシタン約50人が小値賀の牢に入れられた。
五島の郷民による私刑もあり、曾根では柱に縛り付けられて殴られ、算木責めを受けた。隠れている小屋に火を着けられ、家財、衣類、食物は掠奪され、石臼は海に捨てられ、水がめは叩き割られた。畑から勝手に掘り出された芋は、魚や金に換えて酒宴が開かれた。

## その後
明治政府のキリシタンへの弾圧を知った長崎の外国領事たちから、当時の長崎府知事澤宣嘉への問い合わせに始まり、各国公使から政府当局宛のキリシタンたちに寛大な処置をするよう要望書が提出された。度重なる外国公使団からの抗議と、明治2年11月のイギリス公使ハリー・パークスの久賀島実情調査が行なわれたことで、拷問は中止。主立った者を除き8ヵ月後に多くが放免されたが、全ての人が出牢するまでにはなお数年かかった。
明治6年（1873年）にキリスト教禁教を定めた五榜の掲示の高札が撤去され、キリシタンの摘発は終わった。しかし、江袋では高札の撤去後に、21人の信徒が郷民たちに拷問を受けた上、村を追い出され、家財道具は掠奪された。
五島列島では、その後もカトリックの信徒にならず、潜伏時代の信仰形態を維持し続けたカクレキリシタンの集落が存在したが、後継者難によってその多くが解散している。

## 史跡
牢屋の窄殉教記念聖堂
1969年、細石流（ざざれ）・永里・赤仁田の3教会を統合し、九州電力の発電所だった建物を転用して別の場所に開設。1984年に牢屋の窄殉教事件のあった地に移転のうえ聖堂を新築した。聖堂内部は中央部12畳分が灰色のじゅうたんで色分けされているが、これは信徒たちが押し込められた牢屋だった場所を意味している。正面にある塔『信仰之礎』には、入牢させられたキリシタンたち190人の霊名と名前が刻まれている。
慰霊碑
牢屋の窄で殉教した犠牲者の名が刻まれている。記念教会と同様、久賀島の牢屋跡地に建てられている。丸い石を半分に割って牢死者の名前を刻んだものが2段になって並ぶ。右に21人、左に22人の計43人となっている。
久賀島の細石流集落のキリシタン墓地
牢屋の窄で殉教した信徒の1人の墓碑がある。
キリシタン洞窟
若松島の里ノ浦から逃げた3家族が隠れていた洞窟。彼らは焚火の煙が沖を行く船に見つかったことで捕えられて拷問にかけられ、殉教した。聖母マリアの姿に見えるとも言われる「針のメンド（針の穴）」と呼ばれる穴があいており、入口には十字架とキリスト像が立てられている。
頭ヶ島天主堂
頭ヶ島の教会。上五島地区の指導者・ドミンゴ森松次郎の屋敷跡に最初の聖堂が建てられた。弾圧から逃れて外海や黒島を流転したキリシタンは、明治6年の禁教の高札撤去後に帰郷して荒廃した村の復興に努めた。
半分塚峠
浜脇教会から牢屋の窄へ向かう道にある峠。奥浦の人が、牢屋へ入れられた信者たちに渡そうと餅を持ってきたが、この峠で役人に捕まえられ餅を取り上げられたという。

## 小説
- 森禮子 『五島崩れ』 主婦の友社、1980年